# Vườn quốc gia Niah
Vườn quốc gia Niah là một vườn quốc gia nằm ở Miri, Sarawak, Malaysia trên đảo Borneo. Đây là một điểm thu hút du lịch lớn ở Sarawak, được biết đến với địa điểm khảo cổ và hang động đá vôi Niah cùng với đó là hoạt động nuôi và khái thác tổ yến .
Vườn quốc gia Niah được lập vào năm 1974 với diện tích 31,4 km². Nó đã được đưa vào danh sách di sản thế giới dự kiến của UNESCO vào năm 2021.

## Vị trí và hình thái
Hang chính Niah Lớn nằm ở Gunung Subis, và gồm nhiều khoang đồ sộ với trần cao. Hang nằm trong khối đá vôi lớn, dài khoảng 1 km, rộng nửa km, chạy theo hướng bắc nam, đến một thung lũng rộng khoảng 150-200 mét. Khối Gunung Subis chính có độ cao ở điểm cao nhất là 394 mét trên mực nước biển.
Toàn bộ khối đá vôi Gunung Subis nằm cách bờ biển khoảng 17 km, và cách thị trấn Miri khoảng 65 km về phía tây nam. Một số vách đá cao tới hơn 100 mét. Tuy không phải là rộng nhất ở Sarawak, nhưng diện tích hang là khoảng 10 ha, và trần hang tại một số vị trí thì cao tới 75 mét.
Về địa chất, đá vôi Gunung Subis là thành phần của hệ tầng Subis, hình thành vào cỡ 20-16 triệu năm trước, trong thế Miocen sớm.

## Khảo cổ
Các hang động ở đây là một địa điểm khảo cổ và cổ sinh học quan trọng, trong đó có hóa thạch xác định người tiền sử Homo sapiens đã cư trú ở đây trong thời Paleolithic muộn.
Các khảo sát hang do Tom Harrison thực hiện, bắt đầu vào những năm 1950 và 1960. Sau đó các trường đại học địa phương và các nhà khoa học nước ngoài tiếp tục nghiên cứu. Nhiều bài báo đã được công bố, đặc biệt là trong Tạp chí"Sarawak Museum". Những năm 1999-2003 một nhóm nghiên cứu của Anh-Malaysia tái kiểm tra để xác định tính chính xác các nghiên cứu của Harrison.
Di cốt nổi tiếng nhất là một hộp sọ người, biệt danh là"Deep Skull", phát hiện vào năm 1958 trong hang Niah Lớn và được định tuổi là 43.000 đến 42.000 năm, theo số liệu tái kiểm là 40.000 năm. Nó cho thấy đây là nơi cư trú của con người lâu đời nhất được biết đến trong khu vực Đông Malaysia.
Các công cụ tìm thấy gồm các công cụ đồ đá mới, rìu đĩa, gốm, đồ trang sức vỏ sò, thuyền,... niên đại Pleistocen. Trong các tầng trẻ là công cụ sắt, thủy tinh và đồ gốm từ thời đại đồ sắt.
Trong hang tách biệt gọi là"Hang Tranh"(Painted Cave), cách hang Niah Lớn cỡ 150 m, trên vách đá vôi có bức tranh khắc đá, được định tuổi khoảng 1.200 năm, và quan tài bằng gỗ kiểu"thuyền táng".

## Hoạt động văn hóa hiện tại
Các hang động cũng được biết đến với ngành công nghiệp tổ yến, góp phần làm cho hang trở thành một điểm đến du lịch nổi tiếng ở Sarawak.
Mỗi phần trần trong hang đều thuộc sở hữu tư nhân và chỉ có chủ sở hữu có quyền lấy tổ yến. Nửa năm một lần họ thực hiện thu hoạch tổ yến, thường vào tháng Giêng và tháng Sáu. Những người thu hoạch tổ yến trèo lên thang hàng trăm bước chân để tới trần hang, lấy tổ yến trong ánh nến lung linh.

## Hình ảnh

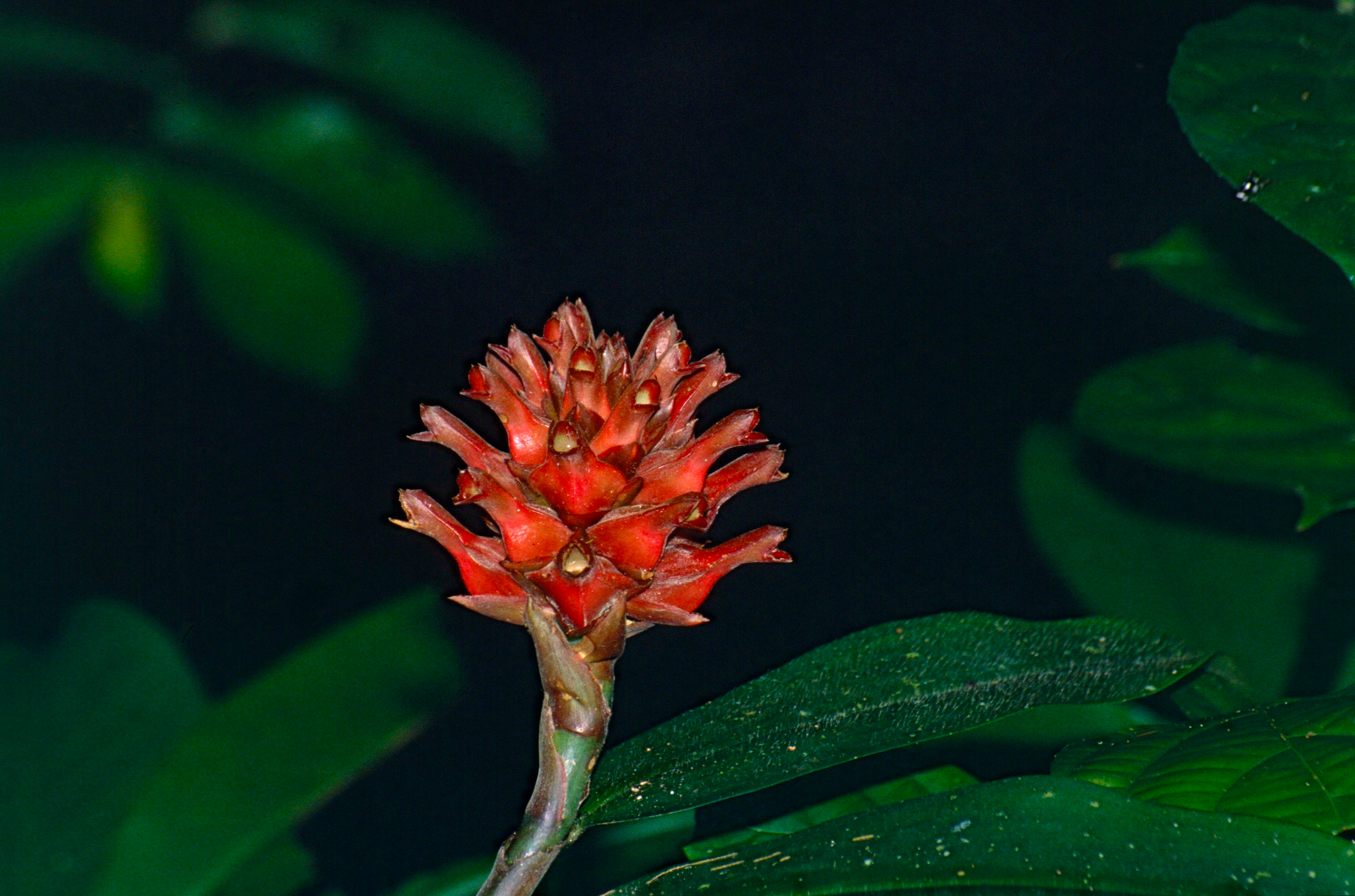
Mía dò
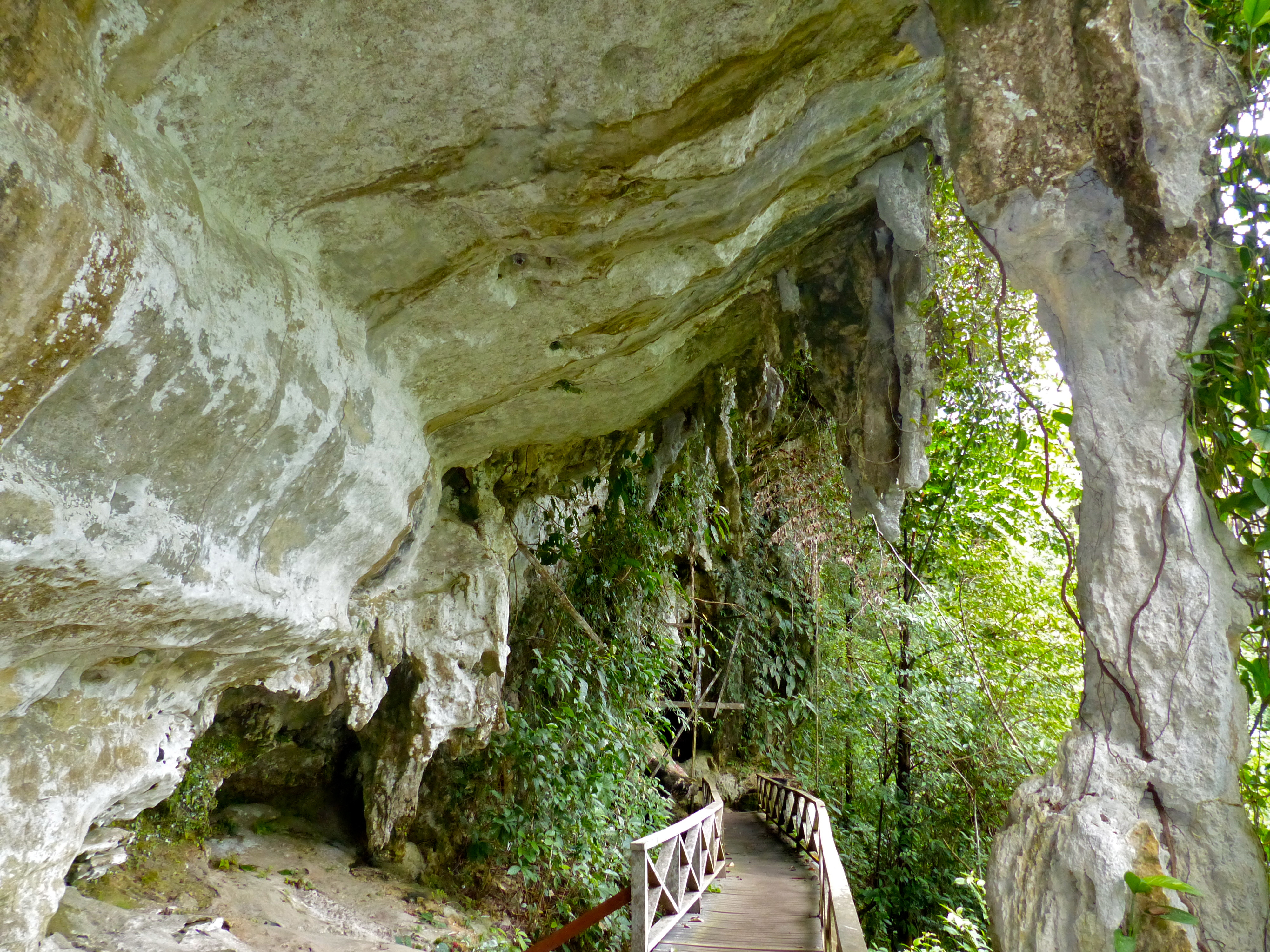
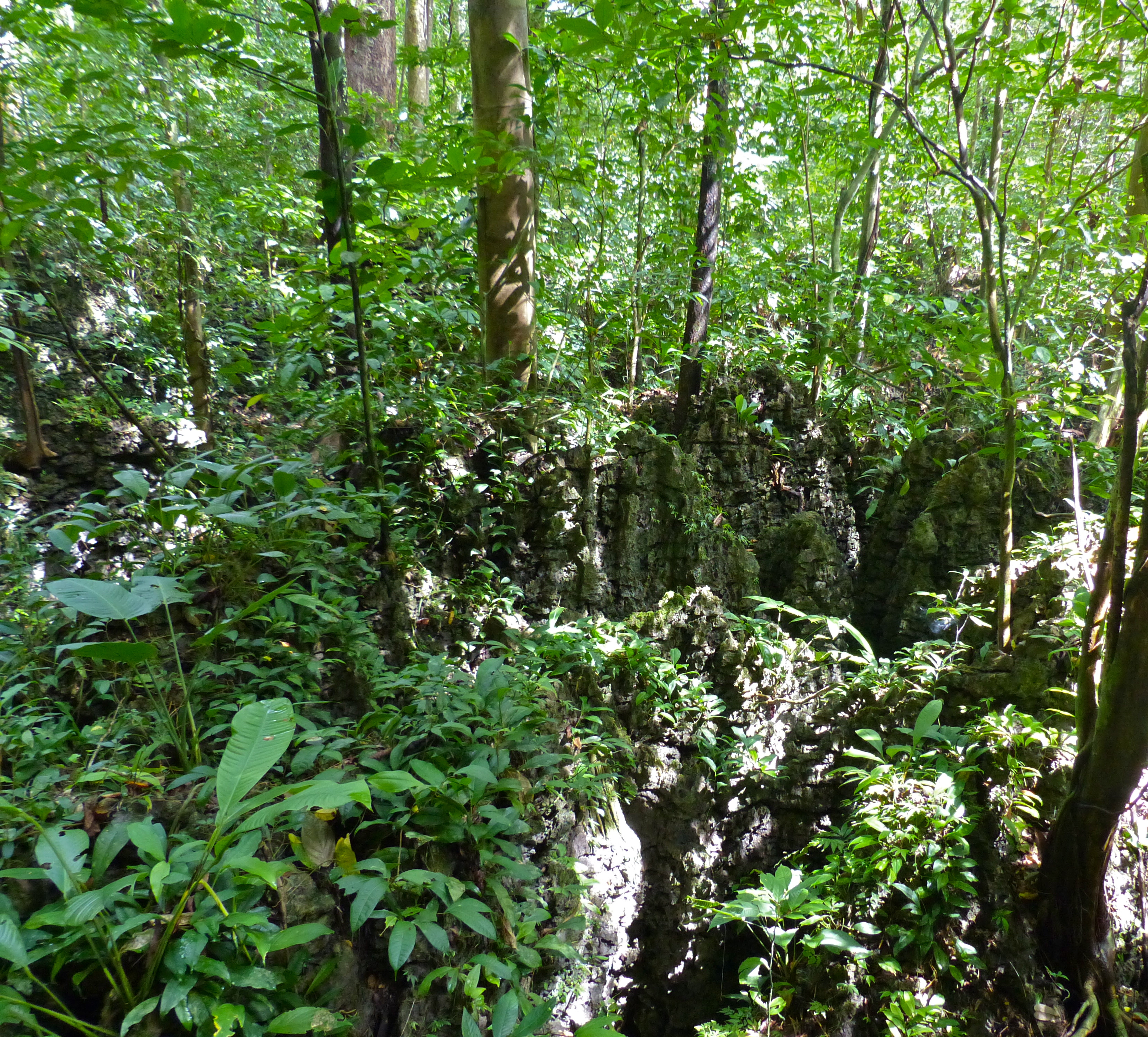
Rừng trên đá vôi
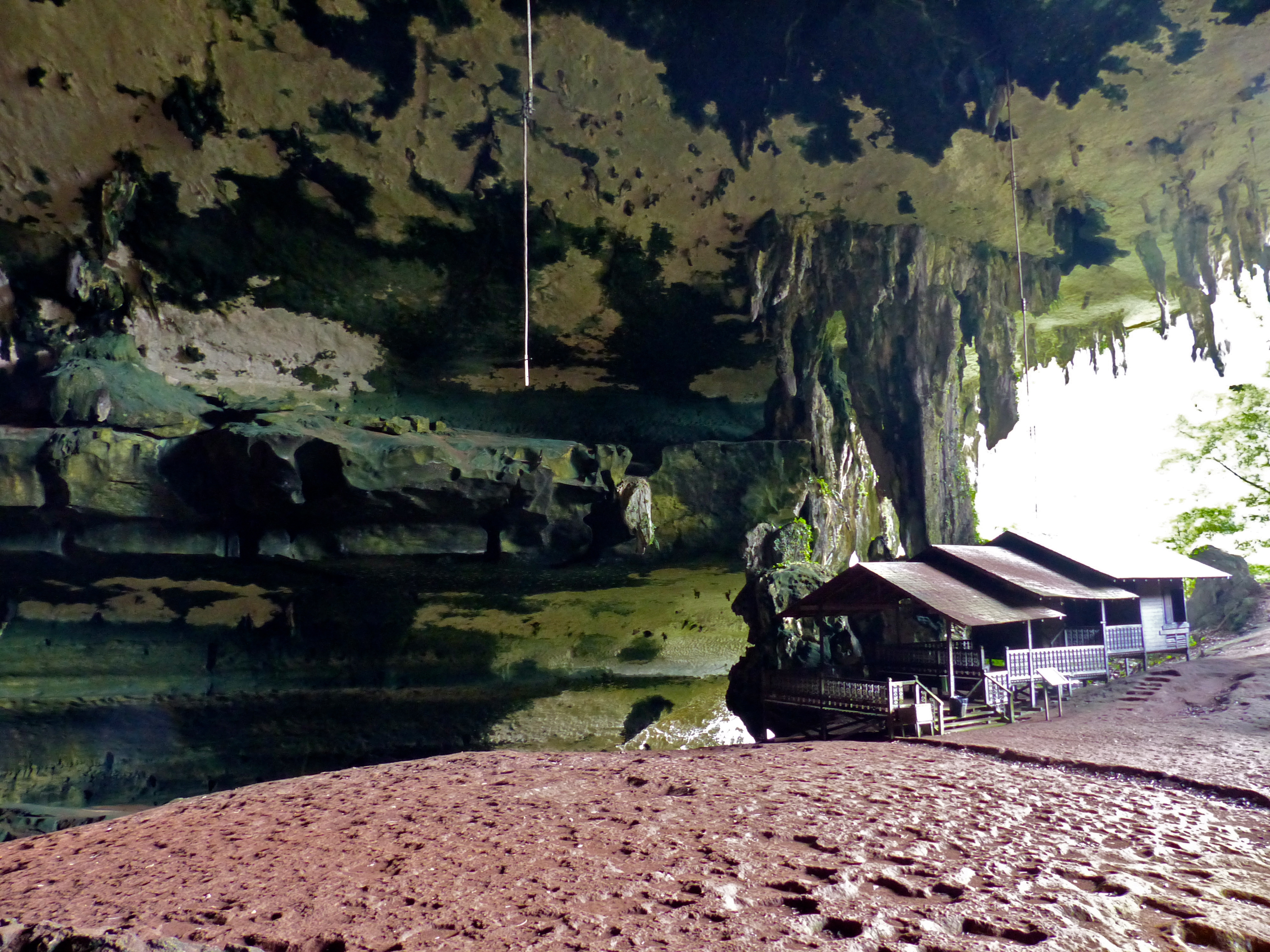
Hang lớn
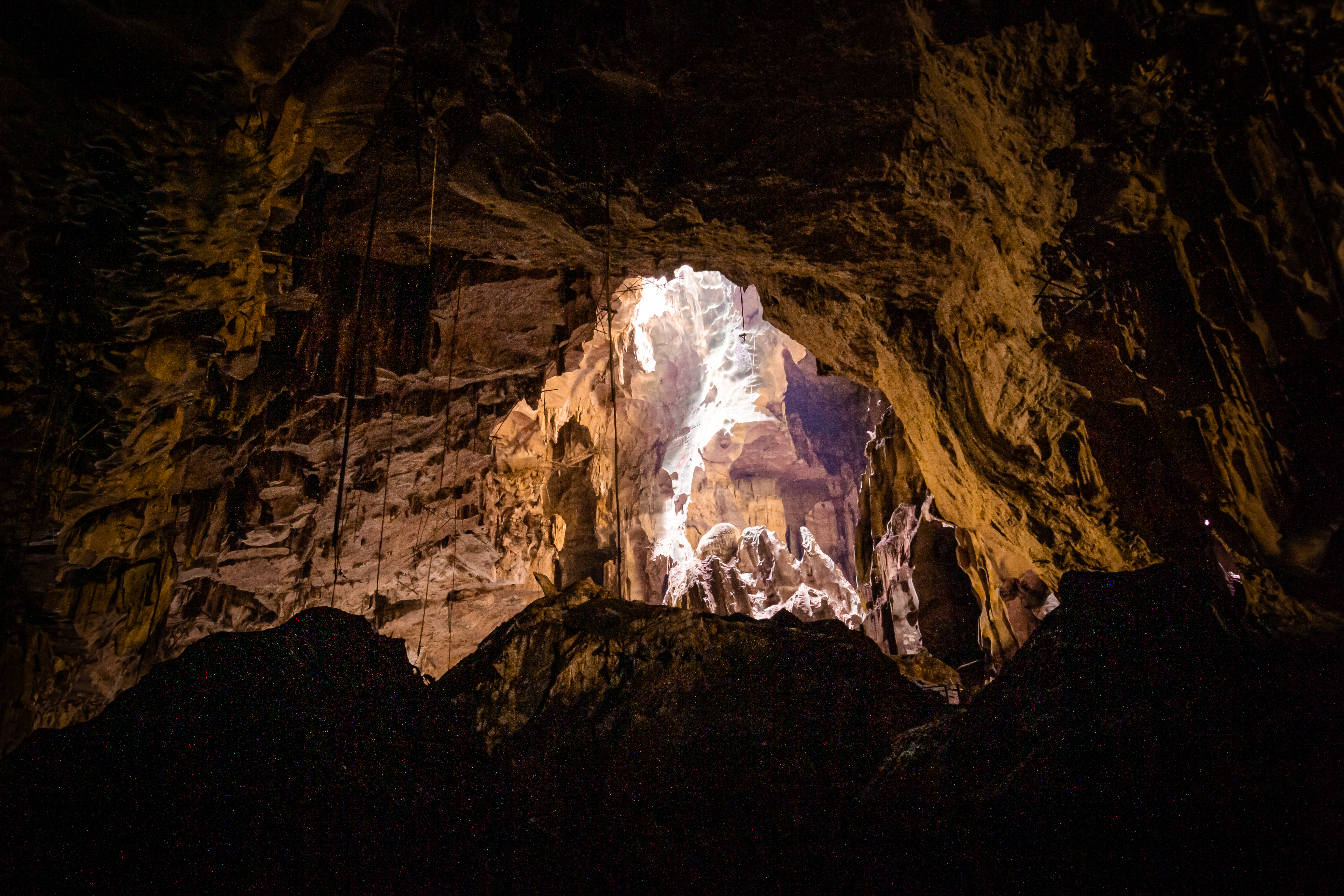
Bên trong hang Niah